# Хорезу (Олт)
Хорезу (рум. Horezu) насеље је у Румунији у округу Олт у општини Добрецу. Oпштина се налази на надморској висини од 161 m.

## Становништво
Према подацима из 2002. године у насељу је живело 616 становника, од којих су сви румунске националности.